# Thomas Wharton (1er marquis de Wharton)
Pour les articles homonymes, voir Thomas Wharton.
Thomas Wharton (août 1648 - 12 avril 1715), 1er marquis de Wharton, 1er marquis de Malmesbury et 1er marquis de Catherlough, est un noble et homme politique anglais.
Membre du parti Whig, il est député au Parlement durant 17 ans.

## Biographie
Fils de lord Philip Wharton (4e baron Wharton) et parlementaire sous Charles Ier) et de sa seconde épouse Jane Goodwin (fille du colonel Arthur Goodwin d'Upper Winchendon et héritière de vastes domaines dans le Buckinghamshire, notamment Winchendon, Wooburn, Waddesdon ou encore Weston entre autres), il est constamment dans l'opposition sous Charles II et Jacques II.
Il provoque l'adresse qui invite le prince d'Orange à prendre les rênes de l'État, et devient sous son règne contrôleur du palais et membre du conseil privé. Il perd ses places à l'avènement de la reine Anne.
Il rentre en grâce en 1706, et est créé comte de Wharton et vicomte Winchendon dans la pairie d'Angleterre. Il sert comme Lord lieutenant d'Irlande de 1708 à 1710. 
Sous George Ier, il revient en faveur. En janvier 1715, il est créé marquis de Catherlough, comte de Rathfarnham et baron Trim dans la pairie d'Irlande, et en février 1715, marquis de Wharton et marquis de Malmesbury dans la pairie de Grande-Bretagne.

### Critiques
Son libertinage et son mépris pour la religion étant de notoriété publique, Thomas Wharton s'est fait beaucoup d'ennemis.
Il est régulièrement la cible de l'écrivain et pamphlétaire politique Jonathan Swift dans ses essais. Swift accuse régulièrement Wharton de mensonges et de sophisme. Il disait de lui:

« C'est un Presbytérien en politique, un athée en religion, mais il a choisi pour l'instant de se prostituer avec un Papiste. »

— Jonathan Swift, The Short Character of the Earl of Wharton
Swift l'accuse notamment en 1712 dans son pamphlet The Letter of Thanks from My Lord Wharton to the Lord Bishop of Saint Asaph de n'être qu'un vicieux personnage totalement dénué de patriotisme, de charité et de religiosité.

## Famille
Il épouse la poète et dramaturge Ann Lee le 16 septembre 1673 (qui meurt à 26 ans le 29 octobre 1685), fille de Sir Henry Lee. Ils n'ont aucun enfant.
Il épouse ensuite en secondes noces Lucy Loftus, fille et héritière d'Adam Loftus, 1er vicomte de Lisburne, qui lui donne un fils, Philip Wharton, 1er duc de Wharton (1698-1731), ainsi que deux filles, Lucy Wharton (plus tard Lucy Holt) et Jane Wharton (plus tard Jane Morice).

## Annexe